# Martin V
Martin V, född Oddone Colonna 1368 i Genazzano, död 20 februari 1431 i Rom, var påve från den 11 november 1417 till sin död den 20 februari 1431.

## Biografi
Oddone Colonna föddes i Genazzano som son till Agapito Colonna och Caterina Conti; på både fädernet och mödernet tillhörde han med andra ord ett par av samtidens mäktigaste släkter i den delen av världen. Släkten Colonna hade redan, innan Oddone, givit kyrkan 27 kardinaler, men ingen tidigare hade blivit påve. 
Han studerade vid universitetet i Perugia, och anlitades på diplomatiska uppdrag av Urban VI och dennes efterträdare, så småningom med rangen av apostolisk nuntie. Han utsågs den 12 juni 1405 till kardinaldiakon med San Giorgio in Velabro som titelkyrka. Kardinal Colonna deltog i konciliet i Pisa (1409) och blev en trogen anhängare till Johannes XXIII. På Konstanzkonciliet var han föga framträdande, vilket bidrog till hans utnämning till påve, den 11 november 1417, som med tiden hävde den stora schismen. 
När han blivit vald till påve, då han antog namnet Martin V, var han inte ens prästvigd. Han prästvigdes därför den 13 november, biskopsvigdes den 14 november, och kröntes så till påve, den 21 november, i biskopspalatset i Konstanz. Eftersom konciliet ännu pågick var det en stor församling som deltog i händelsen. 
Inte heller sedan konciliet flyttats till staden Pavia och sedan till Siena (1423-1424) gav det något resultat, och det av Martin V sammankallade kyrkomötet i Basel fick han inte uppleva. Gallikanismen bekämpade han i Frankrike, och den konciliarism som beslutades vid Konstanz blev Martin en häftig motståndare till, och detta med framgång. Martin V återupprättade påvens maktställning i staden Rom och i Kyrkostaten, sedan han en lång tid residerat i Konstanz, Bern, Genève, Mantua och Florens. Detta åstadkom han genom att lova Johanna av Neapel att erkänna henne som regerande drottning, mot att han fick styra Rom, som hon var den egentliga härskaren av. Med löfte om att få krönas, lät hon evakuera Rom 1419, och Martin kunde så anlända med sitt apostoliska hov den 28 september 1420. 1424 anslöt sig Perugia, Assisi, Todi och Jesi frivilligt till Kyrkostaten. Under sitt pontifikat ingick han flera konkordat med andra stater.
Med fast hand uppehöll han lag och ordning där han befann sig, och vårdade sig tillika om Rom och dess kyrkors förskönande genom att anlita toskanska konstnärer; genom det senare blev han den som förde renässansen till Rom. 
Martin V har fått sitt sista vilorum i basilikan San Giovanni in Laterano.
| Påvar under den stora schismen |
| ------------------------------ |
|                                |